# Koasati
Le koasati, aussi appelé coushatta, est une langue muskogéenne parlée aux États-Unis, dans le sud de la Louisiane et au Texas par environ 400 personnes. Elle est proche de l'alabama.

## Écriture
Douglas John développe et utilise un syllabaire dans ses ouvrages koasati dans les années 1930.
Dans les années 1980, la SIL développe un alphabet pratique pour le koasati, utilisant uniquement des lettres disponibles dans l’alphabet anglais, mais celui-ci n’est pas adopté par les Koasati. Geoffrey D. Kimball développe lui-aussi un alphabet koasati, utilisé dans ses ouvrages de 1991 et 1994, qui fait usage de lettres additionnelles comme le l bouclé ‹ ɬ › ou de signes diacritiques comme le deux-points pour les voyelles longues et l’ogonek pour la nasalisation.
Un alphabet est adopté pour le koasati par la Tribu coushatta de Louisiana en 2007.
| Alphabet koasati | Alphabet koasati | Alphabet koasati | Alphabet koasati | Alphabet koasati | Alphabet koasati | Alphabet koasati | Alphabet koasati | Alphabet koasati | Alphabet koasati | Alphabet koasati | Alphabet koasati | Alphabet koasati | Alphabet koasati | Alphabet koasati | Alphabet koasati | Alphabet koasati | Alphabet koasati | Alphabet koasati | Alphabet koasati | Alphabet koasati |
| ---------------- | ---------------- | ---------------- | ---------------- | ---------------- | ---------------- | ---------------- | ---------------- | ---------------- | ---------------- | ---------------- | ---------------- | ---------------- | ---------------- | ---------------- | ---------------- | ---------------- | ---------------- | ---------------- | ---------------- | ---------------- |
| majuscules       | A                | Aa               | B                | Ch               | F                | H                | I                | Ii               | K                | L                | M                | N                | O                | Oo               | P                | S                | T                | Th               | W                | Y                |
| minuscules       | a                | aa               | b                | ch               | f                | h                | i                | ii               | k                | l                | m                | n                | o                | oo               | p                | s                | t                | th               | w                | y                |

La nasalisation est indiquée avec une ligne souscrite : ‹ a̱, i̱, o̱ ›.